# Bisikon
Bisikon är en ort i kommunen Illnau-Effretikon i kantonen Zürich i Schweiz. Den ligger cirka 12,5 kilometer nordost om centrala Zürich. Orten har 410 invånare (2022).